# Catarhoe fecunda
Catarhoe fecunda là một loài bướm đêm trong họ Geometridae.